# Salentse
Die Salentse ist ein etwa 9 Kilometer langer Bach im Kanton Wallis, der zwischen Leytron und Saillon von rechts in die Rhone mündet.

## Geographie

### Verlauf
Die Salentse entspringt am Fuss des Grand Muveran auf etwa 2350 m ü. M., nicht weit entfernt von der Cabane Rambert. Der Bach fliesst südwärts und erreicht nach etwa 2 km die Baumgrenze. Die Salentse fliesst von da an bald durch ein waldiges Tal, bis sie nach weiteren 1,5 km das Dorf Ovronnaz auf 1360 m ü. M. erreicht, dem sie entlang fliesst. Es fliesst der eine oder andere kleinere Bach hauptsächlich von rechts zu, wobei sie sich langsam wieder vom besiedelten Gebiet entfernt und sich in ein steiles Tal vergräbt. Nach etwas mehr als 3 km fliesst ihr von links auf 510 m ü. M. der Torrent de la Seya zu. Sie befindet sich nun bereits im Rhonetal. Den letzten Kilometer durchfliesst sie landwirtschaftlich genutztes Gebiet und mündet schliesslich zwischen den Dörfern Leytron und Saillon auf 467 m ü. M. von rechts in die Rhone.

### Einzugsgebiet
Das Einzugsgebiet der Salentse hat eine Grösse von etwa 21 km². Der höchste Punkt im Einzugsgebiet ist auf 3026 m ü. M. am Fuss des Grand Muveran.